# 北方心泉
北方 心泉（きたがた しんせん、嘉永3年4月28日（1850年6月8日） - 明治38年（1905年）7月29日）は真宗大谷派の僧侶。書家としても知られる。心泉は号、俗名は蒙（きざし）。

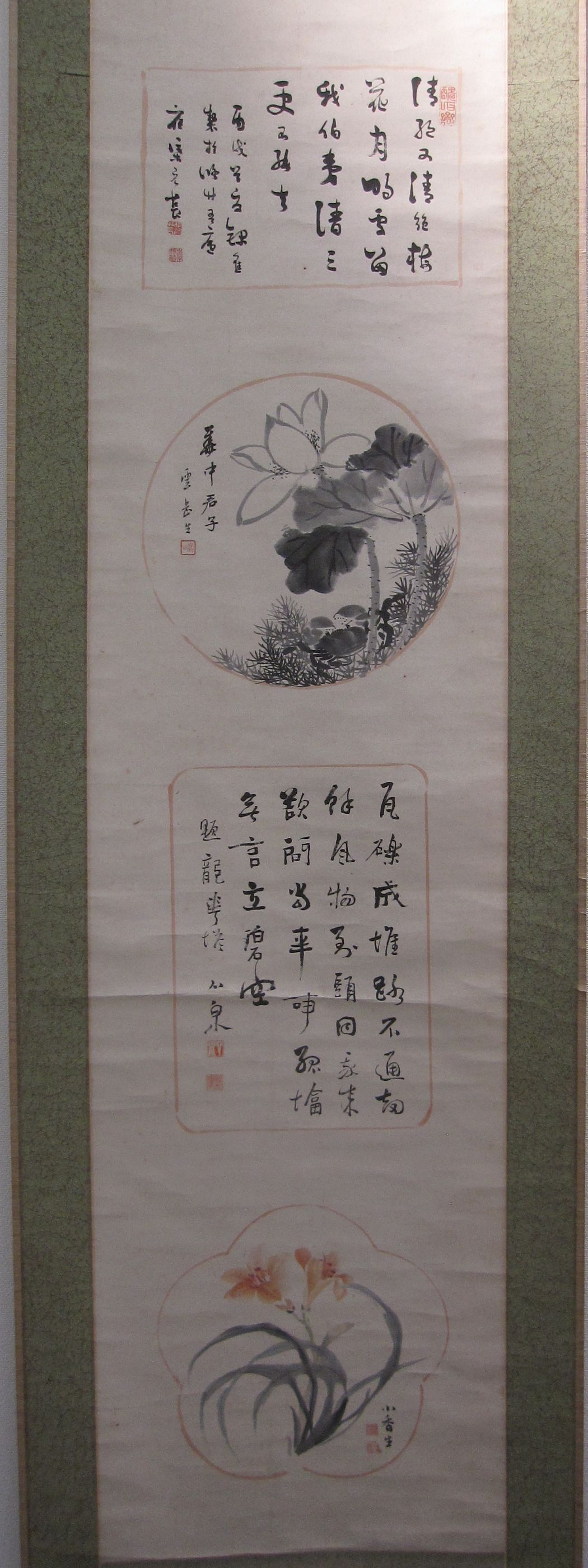
北方心泉／矢吹雲岳他２名共作

## 人物
嘉永3年（1850年）4月28日、加賀国の金沢（現・石川県金沢市）の常福寺の住職の子として生まれる。明治元年（1868年）、常福寺14世住職となる。
明治10年（1877年）、東本願寺支那布教事務掛となり、留学生を引率して清の上海に赴く。清に滞在中に胡鉄梅ら清の文人と交流し、また金石文などの古代の文字を見ることで、書に影響を受ける。書の門弟に篆刻家の桑名鉄城が育った。
明治32年（1899年）、再度渡清し、南京に金陵東文学堂を設立するが、義和団の乱により帰国。延べ15年を大陸で過ごした。その後、法句寺を建立する。
明治35年（1902年）、東本願寺の改革運動に加わったことにより、住職を罷免され僧籍からも除名される（のちに除名処分は取り消される）。